# Veine circonflexe fémorale médiale
Les veines circonflexes fémorales médiales (ou veines circonflexes fémorales internes ou veines circonflexes fémorales postérieures) sont des veines du membre inférieur situées dans la cuisse. Elles sont satellites de l'artère circonflexe fémorale médiale.

## Trajet
Les veines circonflexes fémorales médiales contournent le col fémoral et le grand trochanter par l'arrière pour se jeter dans la veine fémorale profonde.